# Linfocitopenia
Linfocitopenia ou linfopenia é a condição de ter um nível baixo de linfócitos no sangue, menos de 1500 células por microlitro de sangre em um jovem, menos de 1000/μL em um adulto ou menos de 800/μL em adultos maiores. Os linfócitos são glóbulos brancos com funções importantes no sistema imunológico. O oposto é a linfocitose, que refere-se a um nível excessivo de linfócitos.
Linfocitopenia pode estar presente como parte de uma pancitopenia, quando o número total de todos os tipos de células do sangue são reduzidos.

## Classificação
Em alguns casos, a linfocitopenia pode ser classificada de acordo com o tipo de linfócitos que estão reduzidos. Se todos os três tipos de linfócitos são suprimidos, então o termo é usado sem qualificação adicional. Normalmente linfócitos T são 70%, linfócitos B são 25% e outros linfócitos são 5%.
- Linfocitopenia T: há poucos linfócitos T, mas números normais de outros linfócitos. Predispõe a pneumonia, toxoplasmose e micoses graves. Geralmente é causado por infecção por HIV (AIDS) ou por quimioterapia, mas pode ser uma linfocitopenia CD4+ idiopática (ICL), que é uma doença muito rara definida por contagens de células T CD4 + abaixo de 300 células / μL na ausência de qualquer outra causa de deficiência imune conhecida. [1]
- Linfocitopenia B: há poucos linfócitos B, mas com números normais de outros linfócitos. Se manifesta como uma deficiência de anticorpos (humoral). Geralmente é causada por medicamentos que suprimem o sistema imunológico.
- Linfocitopenia NK: há poucos linfócitos NK (natural killer cells, células exterminadoras naturais), mas números normais de outros linfócitos. Isso é muito raro.

## Causas
As causas podem ser congênitas (primárias) ou adquiridas (secundárias):
- Infecção viral recente: é a causa mais comum, mesmo uma gripe ou uma mononucleose pode causar queda do número de linfócitos por dias ou semanas. Hepatites virais e outras viroses ironicamente também podem aumentar a quantidade de linfócitos (linfocitose).
- Outras infecções: como tuberculose, hanseníase, sepse ou febre tifoide.
- Desnutrição proteico-calórica ou deficiência de zinco: em pacientes com má-absorção intestinal, diarreia crônica ou dieta insuficiente.
- Medicação: quimioterapia citotóxica, glucocorticoides orais, doses elevadas de psoraleno, terapia com anticorpos linfocitários ou imunossupressores. Reduzir os linfócitos pode ser um efeito desejável para prevenir transtornos imunológicos.
- Radiação ionizante: grandes doses de radiação por longos períodos como muita radioterapia ou muita radiação ultravioleta A podem causar linfocitopenia.
- Transtorno na medula óssea: muitos linfócitos são produzidos na medula óssea, quando algo inibe essa produção faltam todos glóbulos vermelhos e brancos e das plaquetas. Pode estar associado a linfoma ou leucemia.
- Doenças autoimunes: como artrite reumatoide, lúpus, miastenia grave ou síndrome de Guillain-Barré.
- Imunodeficiência congênita: como a síndrome de Wiskott-Aldrich, imunodeficiência combinada severa, deficiência de adenosina-desaminase, ataxia-telangiectasia ou deficiência de purina-nucleósido-fosforilase.
- Outras: sarcoidose, tubo de drenagem torácico, síndrome nefrótica.

## Sinais e sintomas
A linfocitopenia não causa nenhum sintoma por si, mas deixa o indivíduo vulnerável a infecções e câncer.

## Diagnóstico
O valor normal de linfócitos no sangue depende da idade:
- Menos de 1 ano: em média 5690/μL (entre 3320 e 7006), logo menos de 3320 é linfopenia.
- De 1 a 2 anos: em média 4685 (3873–6141)
- De 2 a 6 anos: em média 3800 (2340–5028)
- De 6 a 12 anos: em média 2500 (1662–3448)
- De 12 a 18 anos: em média 2285 (1340–3173)

Entre adultos os valores normais são de 1000 a 4800/μL, e segue diminuindo lentamente com a idade, de modo que 800 pode ser considerado um valor normal para idosos.

## Tratamento
Depende da causa, cada causa tem um tratamento diferente. Se foi uma gripe pode melhorar sem tratamento, se foi efeito colateral melhora interrompendo a medicação, se é um problema medular pode ser necessário um transplante de medula óssea...